# ملعب رامون سانشيز بيزخوان

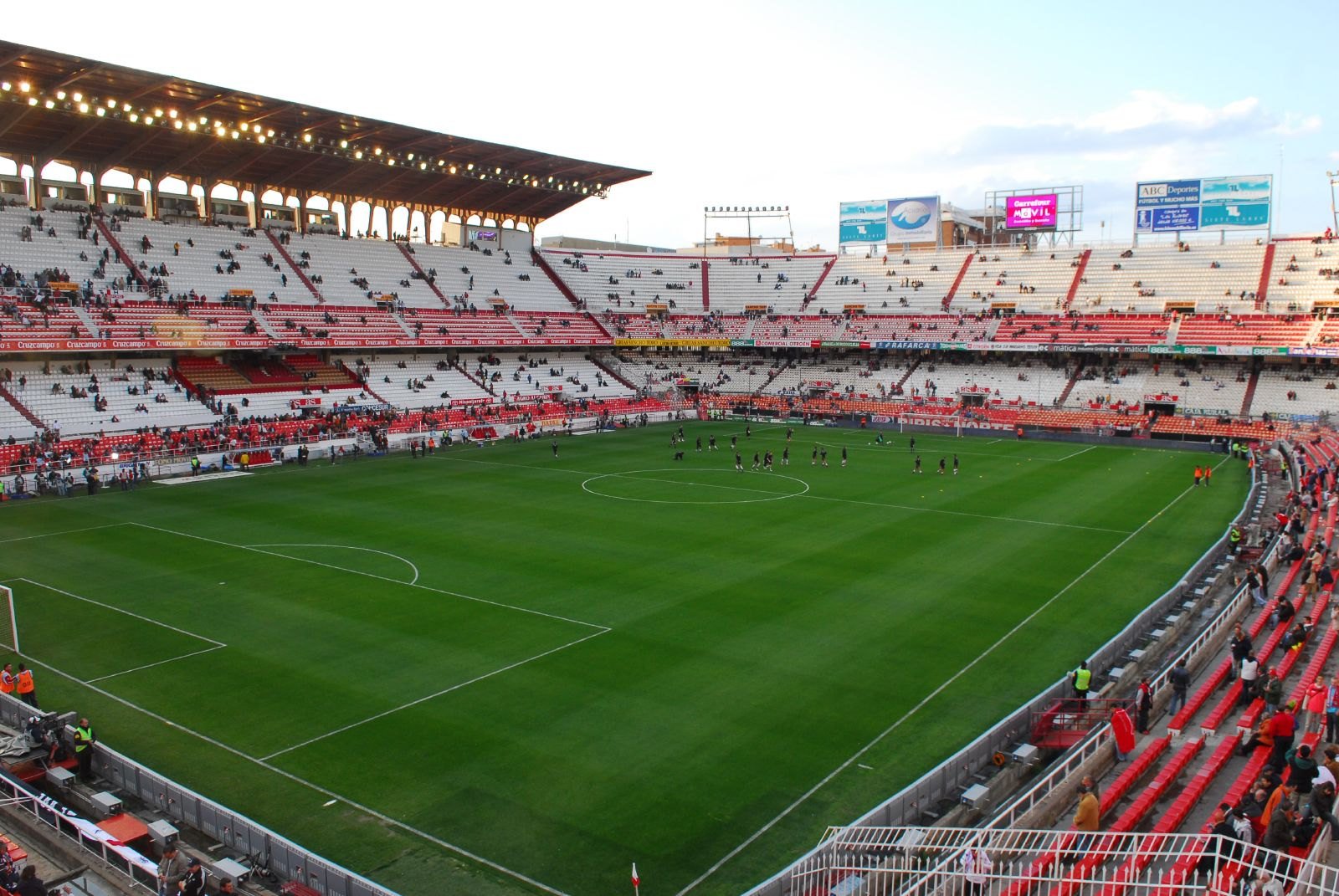
ملعب رامون سانشيز بيزخوان

ملعب رامون سانشيز بيزخوان هو ملعب كرة قدم يقع في إشبيلية، إسبانيا. يعتبر الملعب الرئيسي الذي يخوض في نادي إشبيلية مبارياته المنزلية. استضاف الملعب نهائي كأس أوروبا 1986 بين ستيوا بوخارست وبرشلونة ومباراة نصف النهائي في كأس العالم لكرة القدم 1982 بين ألمانيا وفرنسا. يسع لجلوس 45,500 شخص.

## معرض صور

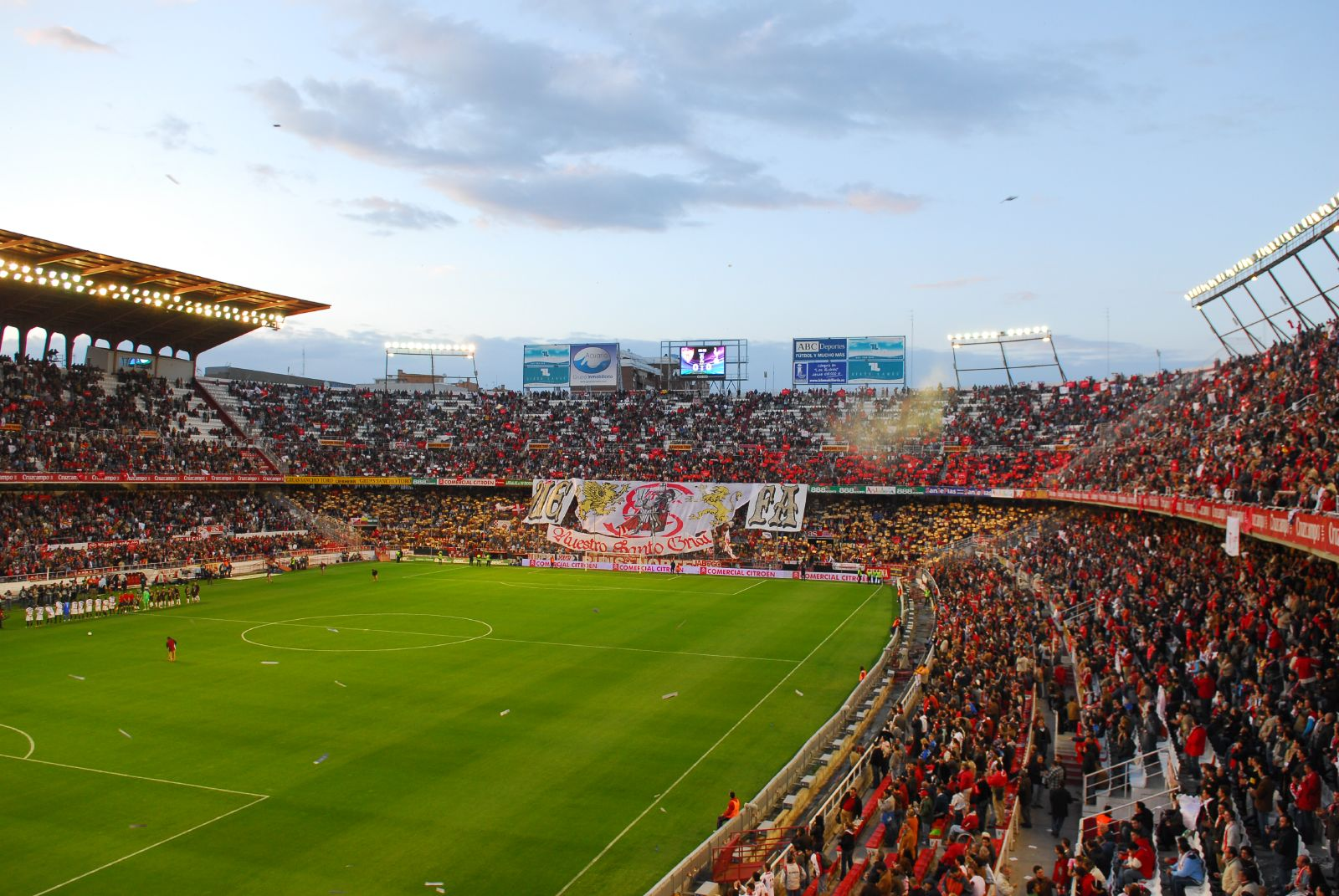
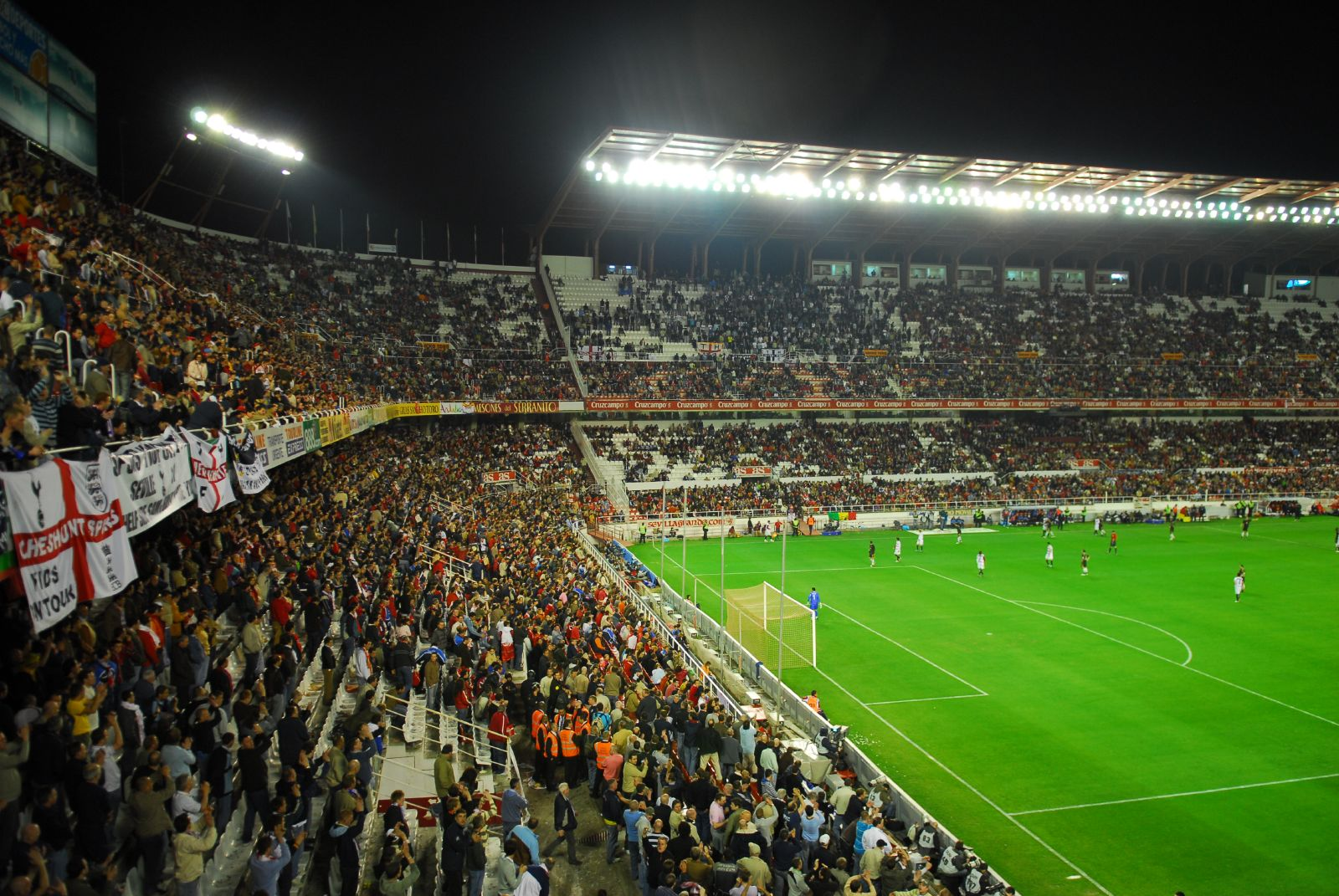
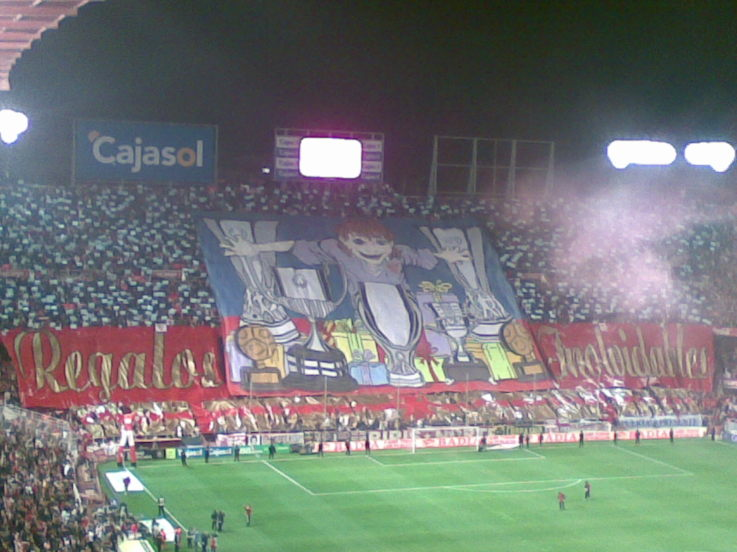
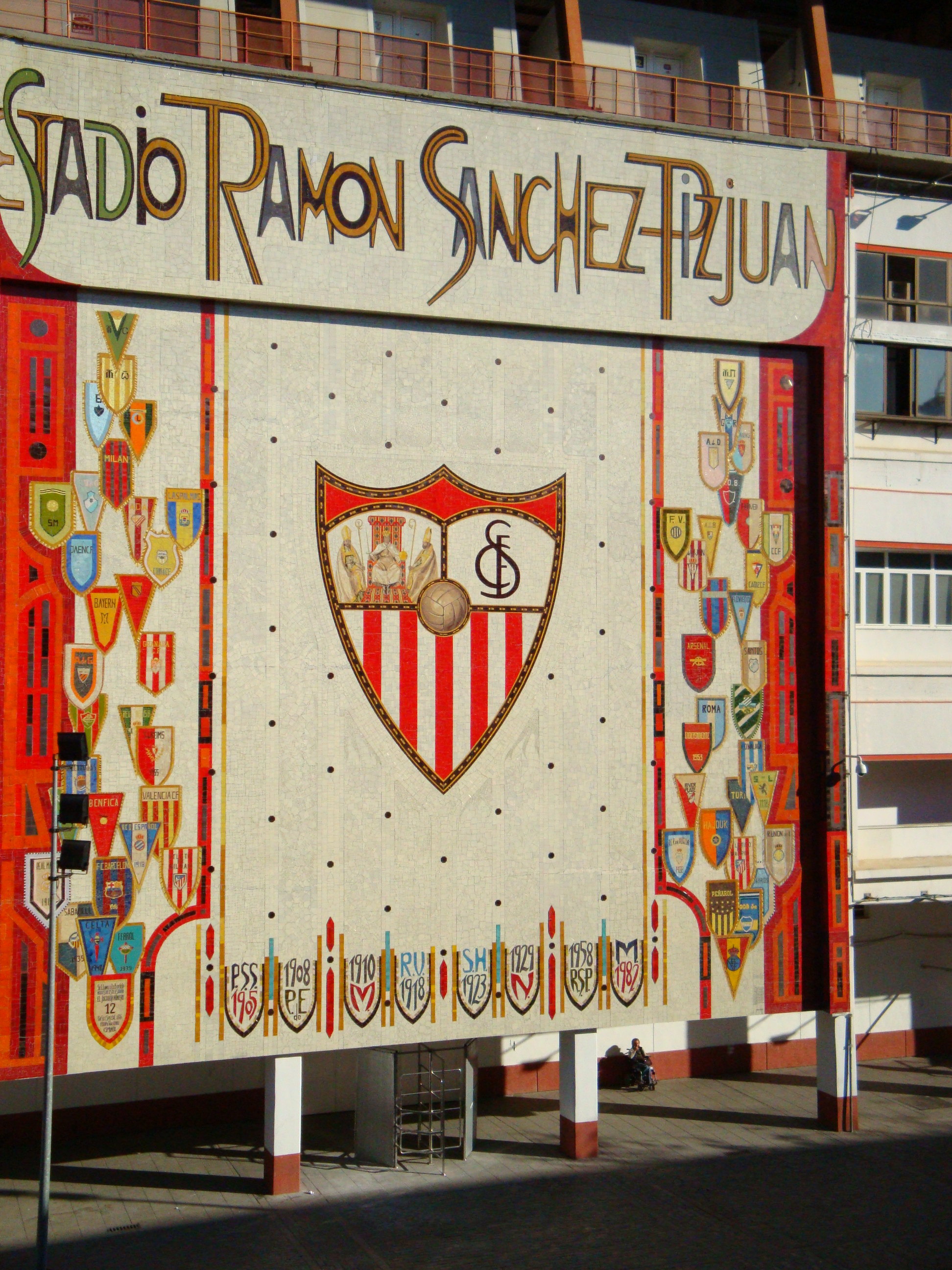